# Testify (Rage Against the Machine)
Testify è un singolo del gruppo rap metal statunitense Rage Against the Machine, pubblicato nel 2000 ed estratto dall'album The Battle of Los Angeles.

## Il brano
Il brano è stato scritto da Tim Commerford, Zack de la Rocha, Tom Morello e Brad Wilk. Il testo contiene riferimenti al romanzo 1984 scritto da George Orwell e pubblicato nel 1949.
La copertina del singolo raffigura gli atleti afroamericani Tommie Smith e John Carlos mentre manifestano con il gesto del potere nero alle Olimpiadi 1968.

## Video
Il videoclip della canzone è stato diretto da Michael Moore.

## Tracce
1. Testify (Album Version) - 3:31
2. Testify (Testifly Mix) - 3:50
3. Testify (Rowena Projects Mix) - 4:23
4. Guerrilla Radio (Live) - 3:35
5. Freedom (Live) - 8:39